# Nasima Razmyar
Nasima Razmyar (née le 13 septembre 1984 à Kaboul, en Afghanistan) est une femme politique finlandaise d'origine afghane, représentante du Parti social-démocrate. 

## Biographie
Razmyar est élue au Parlement finlandais en 2015, obtenant 5 156 voix aux élections. Elle siège au Parlement jusqu'en juin 2017, date à laquelle elle devient adjointe au maire chargée de la culture et des loisirs à Helsinki. Elle est également membre du conseil municipal d'Helsinki depuis 2012.
La famille de Razmyar est venue en Finlande depuis Moscou, où son père Mohammad Daoud Razmyar est ambassadeur de la République démocratique d'Afghanistan en Union soviétique. La famille déménage en Finlande en 1993, après que le président afghan de l'époque, Mohammad Najibullah ait été évincé du pouvoir. En 2010, Razmyar est nommée Femme réfugiée finlandaise de l'année.